# Ernst Hartert
Ernst Johann Otto Hartert (Amburgo, 29 ottobre 1859 – Berlino, 11 novembre 1933) è stato un naturalista, ornitologo e zoologo tedesco.
Hartert nacque ad Amburgo. Venne ingaggiato da Lionel Walter Rothschild come curatore ornitologico del suo museo privato a Tring dal 1892 al 1929.
Hartert pubblicò il giornale trimestrale del museo, Novitates Zoologicae (1894-1939) con Rothschild, e l'Hand List of British Birds (1912) con Jourdain, Ticehurst e Witherby. Scrisse Die Vögel der paläarktischen Fauna (1903-22) e viaggiò in India, Africa e Sudamerica per conto del suo datore.

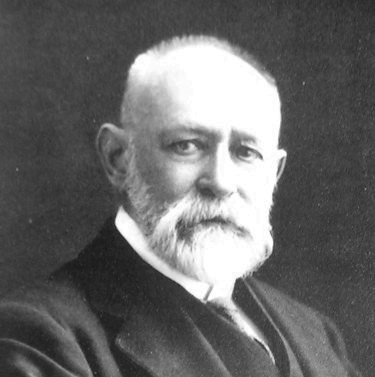

Nel 1930, Hartert si ritirò a Berlino, dove morì.
| E.Hartert è l'abbreviazione standard utilizzata per le specie animali descritte da Ernst Hartert. Categoria:Taxa classificati da Ernst Hartert |